# خطة تاليران لتقسيم بلجيكا

بلجيكا، خطة التقسيم الفرنسية، 1830

خطة تاليران لتقسيم بلجيكا اقتراحًا في عام 1830 في مؤتمر لندن لعام 1830 من قبل السفير الفرنسي لدى بريطانيا تشارلز شارل موريس تاليران، لتقسيم بلجيكا. كان الاقتراح جزءًا من المفاوضات المكثفة بين القوى العظمى الخمس حول مستقبل بلجيكا بعد نجاح الثورة البلجيكية في الاستقلال.

## خلفية
على الرغم من تزايد المطالب الشعبية بالاستقلال، فقد تم تقسيم القوى الأوروبية الكبرى على مستقبل بلجيكا. كانت فرنسا تؤيد انفصال والونيا، الإقليم الذي يسكنه الناطقون بالفرنسية، على أمل ضم هذه الأراضي إلى حد كبير. عارضت دول أوروبية أخرى المطلب الفرنسي، ودعم الاتحاد بشكل مستمر هولندا، الذي تقرر في مؤتمر فيينا. انتشرت انتفاضة شعبية كالنار في الهشيم وانتهت بالحكم الهولندي في جنوب هولندا، مما أزعج الترتيبات المتخذة في كونغرس فيينا. بينما شكل البلجيكيون حكومة مؤقتة في بروكسل، اضطرت القوى الأوروبية الكبرى إلى النظر في خطط بديلة لاحتواء البلجيكيين والحفاظ على اتحادها مع هولندا. منذ زمن نابليون، كانت بريطانيا حريصة على ألا تكون أنتويرب («مسدس يشير إلى قلب لندن») في يد فرنسا المتحاربة.

## خطة
بدلاً من الجمود، اقترح تالييران تقسيم جنوب هولندا:
- ستبقى مقاطعة أنتويرب - باستثناء مدينة أنتويرب نفسها - وليمبورغ، إلى الغرب من نهر ميوز - باستثناء ماستريخت - في هولندا، وكذلك جزء صغير من مقاطعة برابانت، وسيادة أورانجي السابقة ديست؛
- ستذهب أجزاء من مقاطعات لياج وليمبورغ ونامور إلى الشرق من نهر ميوز ومدن ماستريخت ونامور ولييج ودوقية لوكسمبورغ الكبرى إلى بروسيا؛
- سيتم تعيين جزء من مقاطعة شرق فلاندرز، وكل مقاطعة برابانت تقريبًا، ومقاطعة هاينو ومقاطعة نامور غرب ميوز إلى فرنسا؛
- فلاندرز الغربية، ومعظم فلاندرز الشرقية، بما في ذلك زيلاند فلاندرز (التي لم تكن تعتبر عمومًا جزءًا من جنوب هولندا كما كانت خاضعة للحكم الهولندي الشمالي لعدة قرون)، وكانت مدينة أنتويرب تشكل دولة فري أنتويرب الحرة، تحت الحماية البريطانية. كان من المفترض أن تكون مقاطعة فلاندرز المستعادة على نهر شيلدت.

## الآثار
تم رفض الخطة من قبل القوى الأوروبية، التي وافقت في النهاية على قيام دولة بلجيكية موحدة. ومع ذلك، كانت خطة تاليران واحدة من العديد من الأفكار التي تستكشف مفهوم تقسيم بلجيكا، والتي يعتبرها البعض مجرد «دولة عازلة» بين فرنسا ودول أوروبية أخرى. تشمل المقترحات الحديثة الفصل بين المناطق التي يسكنها الناطقون بالفرنسية (الوالون) بشكل خاص عن تلك التي يسكنها الناطقون بالهولندية (الفلمنكية) أساسًا؛ ولكن إحدى الصعوبات في هذا الاقتراح هي أن بروكسل الناطقة بالفرنسية تقع داخل فلاندرز، وليس والونيا.